# 2-etilesanoato di calcio
Il 2-etilesanoato di calcio (o ottoato di calcio) è un sale di calcio dell'acido 2-etilesanoico.
A temperatura ambiente si presenta come un solido bianco inodore.